# کلر لوس
کلر لوس (انگلیسی: Clare Boothe Luce; ۱۰ مارس ۱۹۰۳ – ۹ اکتبر ۱۹۸۷) یک سیاست‌مدار، و دیپلمات اهل ایالات متحده آمریکا بود.